# Yaël Motaze
Œuvres principales
La femme du patron
Yaël Motaze de son vrai nom Abotyi Motaze Blandine Yaël est une entrepreneuse camerounaise, fondatrice et PDG de l'entreprise Monef Slim.

## Biographie
Yaël Motaze poursuit ses études supérieures à l'Université de Yaoundé II. Elle est titulaire d'un double master, l'un en Droit des affaires et d'entreprise et l'autre en gestion des Ressources Humaines.
Fondatrice et PDG de l'entreprise Monef Slim depuis 2021,, Yaël Motaze est également directrice des ressources humaines dans une entreprise de la place à Yaoundé.
Yaël Motaze est une autrice en début de carrière. Elle publie son premier roman La femme du patron, paru en 2024. Le livre aborde des thèmes sensibles comme les inégalités de genre et les dynamiques de pouvoir en milieu professionnel. La publication de cet œuvre témoigne l'engagement social de l'autrice.

### Impact du livrela femme du patron
À travers La Femme du Patron,  Yaël Motaze souhaite dénoncer l’idée selon laquelle le luxe et le confort matériel peuvent compenser les souffrances humaines et sociales. Le roman expose la contrainte imposée aux femmes, leur silence complice par peur des répercussions sociales et familiale. Le message central est celui de la libération. L'autrice encourage la dénonciation des abus, de briser les chaînes du silence.

## Œuvres
- Yaël MOTAZE, La femme du patron, Yaoundé, 2024, 200 p. (ISBN 979-8346275398), Julie.